# Едмондс (Вашингтон)
Едмондс (енгл. Edmonds) град је у америчкој савезној држави Вашингтон. По попису становништва из 2010. у њему је живело 39.709 становника.

## Демографија
Према попису становништва из 2010. у граду је живело 39.709 становника, што је 194 (0,5%) становника више него 2000. године.
| Група             | 2000.          | 2010.          |
| Белци             | 34.012 (86,1%) | 31.949 (80,5%) |
| Афроамериканци    | 530 (1,3%)     | 1.045 (2,6%)   |
| Азијати           | 2.199 (5,6%)   | 2.800 (7,1%)   |
| Хиспаноамериканци | 1.312 (3,3%)   | 2.121 (5,3%)   |
| Укупно            | 39.515         | 39.709         |